# Adolf-Grimme-Preis 1971
Der 8. Adolf-Grimme-Preis wurde 1971 verliehen. Die Preisverleihung fand am 12. März 1971 im Theater Marl statt.
Im Rahmen der Veranstaltung wurde auch der „Publikumspreis der Marler Gruppe“ und verschiedene Sonderpreise wie der „Sonderpreis des Stifterverbands für die Deutsche Wissenschaft“ vergeben.

## Preisträger

### Adolf-Grimme-Preis mit Gold
- Herbert Ballmann (Buch und Regie), Wolfgang Patzschke (Buch und Regie) und Herbert Stass (Darsteller) (für die Sendung Interview mit Herbert K., ZDF)

### Adolf-Grimme-Preis mit Silber
- Friedrich Knilli (für das Buch zu Auf, Sozialisten, schließt die Reihen! – Deutsches Arbeitertheater 1867-1918, NDR)
- Herbert Lichtenfeld (Buch) und Sølve Kern (Regie) (für die Sendung Die Deutschlandreise, NDR)
- Norbert Vierdt (Buch) und Helmut Kampf (Regie) (für die Sendung Ein Mensch aus der Retorte? – Zerstörung einer Illusion, NDR)
- Hans-Dieter Grabe (Buch) und Carl-Franz Hutterer (Regie) (für die Sendung Nur leichte Kämpfe im Raum Da Nang, ZDF)

### Adolf-Grimme-Preis mit Bronze
- Dieter Waldmann (für die Produktion von Eine große Familie, SWF)
- Hans Hermann Köper und Gerhard Schmidt (für die Regie zu Express; vom 4. September 1970, ZDF)
- Renate Zilligen (für Buch und Regie zu Nicht gesellschaftsfähig? – Ein Report über spastisch gelähmte Kinder, NDR)

### Besondere Ehrung
- Hanns Werner Schwarze (für die Regie von Drüben, ZDF)

### Ehrende Anerkennung der JuryAllgemeine Programme
- Dieter Wedel (für Buch und Regie zu Gedenktag, NDR)
- Hans-Jürgen Usko (für Buch und Regie zu Die siebziger Jahre sind uns sicher, ZDF)
- Mauricio Kagel (für Buch und Regie zu Ludwig van, WDR)
- Hans Paul Bahrdt (Buch), Horst Kern (Buch), Martin Osterland (Buch), Michael Schumann (Buch), Sepp Strubel (Regie) und Günter Helmuthäuser (Kamera) (für die Sendung Zwischen Drehbank und Computer; 3. Folge: Spielraum für Entscheidungen, WDR)
- Olrik Breckoff (für Buch und Regie zu Weichselkirschen und Lorbeer – Polens Jubiläum zwischen Ost und West, WDR)

### Sonderpreis der Landesregierung Nordrhein-Westfalen
- Fritz Umgelter (für die Regie bei Wie eine Träne im Ozean, WDR)

### Sonderpreis des Stifterverbands für die Deutsche Wissenschaft
- Horst Stern (für die Regie bei Bemerkungen über die Biene, SDR)

### Förderpreis des Stifterverbands für die Deutsche Wissenschaft
- Uwe George (für Buch und Regie zu Anpassungsformen in der Steinwüste – Beobachtungen in der Nordwest-Sahara, NDR)

### Sonderpreis der Bundesregierung zum Internationalen Erziehungsjahr
- Luc Jochimsen (für die Sendung Reform; Folge: Was wir unseren Kindern schuldig bleiben. Ein Bericht zur Reform der Grundschule, WDR)

### Publikumspreis der Marler Gruppe
- Nur leichte Kämpfe im Raum Da Nang, ZDF
- Die Einbrecher Rudolf R. + Fred H. sind gefasst worden, NDR